# Liste der Kardinalskreierungen Calixts III.
Papst Calixt III. kreierte neun Kardinäle in drei Konsistorien.

## 20. Februar 1456
- Luis Juan del Milà
- Rodrigo de Borja y Borja (später Papst Alexander VI.)

## 17. September 1456
- Jaime de Portugal

## 17. Dezember 1456
- Rinaldo Piscicello
- Juan de Mella
- Giovanni Castiglione
- Enea Silvio Piccolomini (später Papst Pius II.)
- Giacomo Tebaldi
- Richard Olivier de Longueil